# Modelo hiperboloide
Em geometria, o modelo hiperboloide, também conhecido como modelo de Minkowski ou modelo de Lorentz (em homenagem a Hermann Minkowski e Hendrik Lorentz), é um modelo de geometria hiperbólica n-dimensional em que os pontos são representados pelos pontos na folha anterior S+  de um o hiperboloide de duas folhas no espaço de Minkowski (n + 1) tridimensional e os planos m são representados pelas interseções dos planos (m + 1) no espaço Minkowski com S+.
A função distância hiperbólica admite uma expressão simples neste modelo. O modelo hiperboloide do espaço hiperbólico n-dimensional está intimamente relacionado ao modelo de Beltrami-Klein e ao modelo de disco de Poincaré, pois são modelos projetivos no sentido de que o grupo isométrico é um subgrupo do grupo projetivo.

## Forma quadrática de Minkowski
Se (x0, x1, ..., xn) é um vetor no espaço coordenado (n + 1)-dimensional Rn+1, a forma quadrática de Minkowski é definida como
{\displaystyle Q(x_{0},x_{1},\ldots ,x_{n})=x_{0}^{2}-x_{1}^{2}-\ldots -x_{n}^{2}.}
Os vetores v ∈ Rn+1 de tal modo que Q(v) = 1 formam um S hiperboloide n-dimensional que consiste em dois componentes ou folhas conectadas: folha S+ a frente ou o futuro,  onde x0>0 e a folha S− contrária ou anterior, onde x0<0.Os pontos do modelo hiperbolóide n-dimensional são os pontos sobre a folha posterior S +.
A forma bilinear de Minkowski B é a polarização da forma quadrática de Minkowski Q,
{\displaystyle B(\mathbf {u} ,\mathbf {v} )=(Q(\mathbf {u} +\mathbf {v} )-Q(\mathbf {u} )-Q(\mathbf {v} ))/2.}
Explicitamente,
{\displaystyle B((x_{0},x_{1},\ldots ,x_{n}),(y_{0},y_{1},\ldots ,y_{n}))=x_{0}y_{0}-x_{1}y_{1}-\ldots -x_{n}y_{n}.}
A distância hiperbólica entre dois pontos u e v de S+ é dada pela fórmula
{\displaystyle d(\mathbf {u} ,\mathbf {v} )=\operatorname {arcosh} (B(\mathbf {u} ,\mathbf {v} )),}
onde arcosh é a função inversa do cosseno hiperbólico.

## Linhas retas
Uma linha reta no espaço n hiperbólico é modelada por uma geodésica no hiperboloide.Uma geodésica no hiperboloide é a interseção (não vazia) do hiperboloide com um subespaço linear bidimensional (incluindo a origem) do espaço n + 1 dimensional de Minkowski. Se considerarmos u e v como vetores base desse subespaço linear com
{\displaystyle B(\mathbf {u} ,\mathbf {u} )=1}
{\displaystyle B(\mathbf {v} ,\mathbf {v} )=-1}
{\displaystyle B(\mathbf {u} ,\mathbf {v} )=B(\mathbf {v} ,\mathbf {u} )=0}
e use w como parâmetro real para pontos na geodésica, então
{\displaystyle \mathbf {u} \cosh w+\mathbf {v} \sinh w}
será um ponto na geodésica.
De um modo mais geral, um "achatado" dimensional k no espaço n hiperbólico será modelado pela interseção (não vazia) do hiperboloide com um subespaço linear k + 1 dimensional (incluindo a origem) do espaço Minkowski.

## Isometrias
O grupo ortogonal indefinido O(1, n), também chamado grupo de Lorentz (n + 1) de dimensão, é o grupo de Lie de matrizes reais (n + 1) × (n + 1) que preservam a forma bilinear de Minkowski. Em uma linguagem diferente, é o grupo de isometrias lineares do espaço de Minkowski. Em particular, esse grupo preserva o hiperbolóide S.Lembre-se de que grupos ortogonais indefinidos têm quatro componentes conectados, correspondendo a reverter ou preservar a orientação em cada subespaço (aqui unidimensional e n-dimensional), e formar um quatro grupos de Klein. O subgrupo O(1, n) que preserva o sinal da primeira coordenada é o grupo de Lorentz ortocrônico, denominado O+(1, n), e possui dois componentes, correspondentes à preservação ou reversão da orientação do subespaço espacial. Seu subgrupo SO+(1,n) constituído por matrizes com determinante, é um grupo de Lie de dimensão n(n+1)/2 conectado, que atua em S+ por automorfismos lineares e preserva a distância hiperbólica.Essa ação é transitiva e o estabilizador do vetor (1,0, ..., 0) consiste nas matrizes da forma
{\displaystyle {\begin{pmatrix}1&0&\ldots &0\\0&&&\\\vdots &&A&\\0&&&\\\end{pmatrix}}}
Onde {\displaystyle A} pertence ao grupo ortogonal especial compacto SO(n) (generalizando o grupo de rotação SO(3) para n = 3). Daqui resulta que o espaço hiperbólico n-dimensional pode ser exibido como o espaço homogêneo e um espaço simétrico Riemanniano de classificação 1,
{\displaystyle \mathbb {H} ^{n}=\mathrm {SO} ^{+}(1,n)/\mathrm {SO} (n).}
O grupo SO+(1,n) é o grupo completo de isometrias de preservação da orientação do espaço hiperbólico n-dimensional.